# Geraardsbergen
Geraardsbergen (in francese Grammont) è una città del Belgio, nella provincia delle Fiandre Orientali (arrondissement di Aalst).

## Geografia fisica
Sorge sul fiume Dendre, a sud-ovest di Bruxelles, e si estende su una superficie di 79,71 km². Al 1º gennaio 2014 contava 32.995 abitanti (412 per km²).

## Storia
La città conserva le reliquie di santa Natalia, moglie di sant'Adriano di Nicomedia: è patria del vescovo domenicano Guglielmo di Moerbeke (1215-1286) e dello storico Victor Fris (1877-1925).
Nel 1817 vi venne fondata la congregazione dei Giuseppini del Belgio, dedita all'istruzione e all'educazione cristiana della gioventù.